# Raión de Kolomak
Kolomak (en ucraniano: Коломацький район) es un raión o distrito de Ucrania en el óblast de Járkov. 
Comprende una superficie de 330 km².
La capital es la ciudad de Kolomak.

## Demografía
Según estimación 2010 contaba con una población total de 7895 habitantes.

## Otros datos
El código KOATUU es 6323200000. El código postal 63100 y el prefijo telefónico +380 5766.